# ひらさわひさよし
ひらさわ ひさよし（5月4日 - ）は、日本のアニメーションプロデューサー、アニメ監督、音響監督。株式会社クリエイターズインパック・株式会社パッショーネ会長。

## 来歴
2013年4月、株式会社クリエイターズインパックを設立。

## 参加作品

### テレビアニメ
2012年
- はいたい七葉（プロデューサー）

2013年
- はいたい七葉（第2期、プロデューサー）

2015年
- だんちがい（プロデューサー）
- ハッカドール THE あにめ〜しょん（制作スーパーバイザー）
- みりたり!（プロデューサー）

2016年
- おじさんとマシュマロ（総監督）
- OZMAFIA!!（総監督、音響監督）
- Bloodivores（音響監督）
- 奇異太郎少年の妖怪絵日記（総監督、音響監督）
- バーナード嬢曰く。（総監督）

2017年
- 僧侶と交わる色欲の夜に…（音響監督）
- ひなこのーと（ノートデザイン協力）※しもむらえりなと共同
- スカートの中はケダモノでした。（音響監督）
- 捏造トラップ-NTR-（総監督、音響監督）
- お酒は夫婦になってから（総監督、音響監督）

2018年
- 甘い懲罰〜私は看守専用ペット（音響監督）
- 立花館To Lieあんぐる（総監督、音響監督）
- BanG Dream! ガルパ☆ピコ（音響監督）
- 人外さんの嫁（総監督、音響監督）

2019年
- 臨死!!江古田ちゃん（エグゼクティブプロデューサー）
- 八十亀ちゃんかんさつにっき（総監督、音響監督）

2020年
- 異種族レビュアーズ（音響監督）
- アルゴナビス from BanG Dream!（音響監督）※古屋智子と共同
- オオカミさんは食べられたい（音響監督）
- レヱル・ロマネスク（総監督、音響監督）

2021年
- しょうたいむ!〜歌のお姉さんだってしたい〜（音響監督）
- 闘神機ジーズフレーム（音響監督）

2022年
- 恋愛フロップス（音響監督）

2023年
- しょうたいむ!2〜歌のお姉さんだってしたい〜（音響監督）
- 夫婦交歓〜戻れない夜〜（音響監督）
- しーくれっとみっしょん〜潜入捜査官は絶対に負けない!〜（音響監督）
- 聖剣学院の魔剣使い（音響監督）

2024年
- 当て馬キャラのくせして、スパダリ王子に寵愛されています。（音響監督）
- ハミダシクリエイティブ（総監督）

### OVA
- WILD ADAPTER 下巻（アニメーションプロデューサー）

### Webアニメ
2015年
- ニンジャスレイヤー フロムアニメイシヨン（制作SV）※第10話

2018年
- キスまで、あと1秒。（音響監督）
- Dot Bit Retro - ぼくだけのクソゲー（音響監督）
- むすんでひらいて（監督、音響監督）

2020年
- 大垣まつりにいこうよ!（音響監督）
- がきたびっ!〜青春お城編〜（音響監督）

2022年
- 印西あるある物語（音響監督）

## 出演

### ラジオ
- C.P.United（2016年 - 2017年、ラジオ関西 アニたまどっとコム） - パーソナリティ